# Sordes pilosus
Sordes pilosus — вид птерозаврів, що існував наприкінці юрського періоду (155 млн років тому).

## Скам'янілості

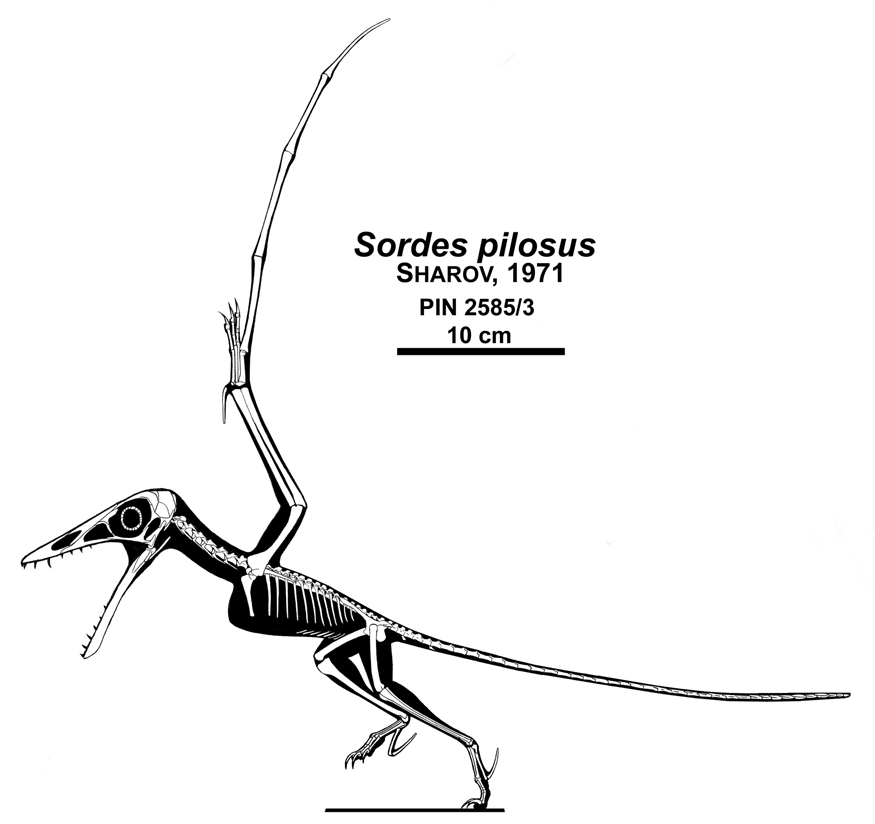
Реконструкція скелета

Скам'янілі рештки птерозавра виявлені у 1960-х роках у відкладеннях Карабастауської свити у передгір'ях Каратау на півдні Казахстану. Описані у 1971 році. До 2003 року було виявлено вісім відносно добре збережений скелетів виду.

## Назва
Назва виду Sordes pilosus перекладається як «волохата нечисть».

## Опис
Розмах крил 0,6 м. Крила були відносно короткі. Птерозавр мав шкіряні мембрани між крилами і ногами, і додаткову мембрану між задніми кінцівками (ногами). Шия коротка. Довгий хвіст, що становив більше половини його довжини, з подовженою лопаткою на кінці. Голова видовжена з помірно довгими загостреними щелепами. Довжина черепа близько 8 см. Він не мав головного гребеня. Зуби на передній половині щелеп великі і загострені, щоб полегшити захоплення здобичі. Зуби в задній половині щелепи набагато менші та численніші, ніж зуби на передній частині, що свідчить про те, що вони більше призначені для дроблення.